# Стратфорд (Південна Дакота)
Стратфорд (англ. Stratford) — місто (англ. town) в США, в окрузі Браун штату Південна Дакота. Населення — 57 осіб (2020).

## Географія
Стратфорд розташований за координатами 45°19′3″ пн. ш. 98°18′16″ зх. д. / 45.31750° пн. ш. 98.30444° зх. д. (45.317449, -98.304340).  За даними Бюро перепису населення США в 2010 році місто мало площу 0,65 км², уся площа — суходіл.

## Демографія
Згідно з переписом 2010 року, у місті мешкали 72 особи в 30 домогосподарствах у складі 20 родин. Густота населення становила 111 осіб/км².  Було 41 помешкання (63/км²).
Расовий склад населення:
| - 95,8 % — білих - 4,2 % — корінних американців |

До двох чи більше рас належало 0,0 %. Частка іспаномовних становила 0,0 % від усіх жителів.
За віковим діапазоном населення розподілялося таким чином: 26,4 % — особи молодші 18 років, 62,5 % — особи у віці 18—64 років, 11,1 % — особи у віці 65 років та старші. Медіана віку мешканця становила 38,5 року. На 100 осіб жіночої статі у місті припадало 111,8 чоловіків;  на 100 жінок у віці від 18 років та старших — 112,0 чоловіків також старших 18 років.
Середній дохід на одне домашнє господарство  становив 75 313 долари США (медіана — 46 250), а середній дохід на одну сім'ю — 58 380 доларів (медіана — 38 750). Медіана доходів становила 50 208 доларів для чоловіків та 27 500 доларів для жінок. За межею бідності перебувало 20,8 % осіб, у тому числі 0,0 % дітей у віці до 18 років та 40,0 % осіб у віці 65 років та старших.
Цивільне працевлаштоване населення становило 34 особи. Основні галузі зайнятості: роздрібна торгівля — 20,6 %, оптова торгівля — 17,6 %, сільське господарство, лісництво, риболовля — 11,8 %, фінанси, страхування та нерухомість — 8,8 %.